# Megachile paulista
Megachile paulista är en biart som först beskrevs av Carlos Schrottky 1920.  Megachile paulista ingår i släktet tapetserarbin, och familjen buksamlarbin. Inga underarter finns listade i Catalogue of Life.